# Octobre 1984

## Événements
- Pu Laldenga, le chef de l’insurrection mizo dans le Nord-Est de l'Inde dépose les armes. Le territoire est promu État du Mizoram et Laldenga en devient le chief minister.
- Cambodge : les principales bases de la coalition des trois mouvements de résistance sont détruites par les Vietnamiens entre octobre 1984 et avril 1985.
- dernier discours d'Indira Gandhi à Bhubeneswar[1].

- 6 octobre (Chili) : Augusto Pinochet rétablit l’état de siège levé depuis 1978 et continue à réprimer durement les protestas, qui baissent progressivement d’intensité.

- 7 octobre (Formule 1) : Grand Prix automobile d'Europe.

- 8 octobre (Salvador) : le président Duarte propose des négociations directes avec le FMLN. Un dialogue s’ouvre à La Palma mais n’aboutit pas.

- 11 octobre : élection présidentielle au Panama. Le chef de la Garde nationale Manuel Noriega détient la réalité du pouvoir (1984-1989).

- 12 octobre : attentat de l’IRA au Grand Hôtel de Brighton, visant Margaret Thatcher.

- 19 octobre (Pologne) : affaire du père Jerzy Popieluszko, aumônier des aciéries de Varsovie, enlevé, torturé et assassiné par la police politique polonaise. Le régime Jaruzelski, compromis, perd peu à peu la maîtrise de la situation et tente d’introduire des réformes économiques.

- 21 octobre (Formule 1) : Grand Prix automobile du Portugal.

- 31 octobre (Inde)  : Indira Gandhi est assassinée par ses gardes du corps sikhs. Son fils Rajiv lui succède comme Premier ministre de l'Inde. Il tente de lancer le pays dans la voie de la modernisation industrielle. La nouvelle de l’assassinat d’Indira provoque des pogroms qui se soldent par la mort de 4000 Sikhs.

## Naissances
- 3 octobre :
  - Anthony Le Tallec, footballeur français.
  - Ashlee Simpson, actrice et chanteuse américaine.
- 4 octobre :
  - Lena Katina, chanteuse russe.
  - Eric Staal, joueur de hockey canadien.
- 5 octobre : Colonel Reyel, chanteur de dancehall et de reggae français.
- 7 octobre : Tôma Ikuta, acteur et chanteur japonais.
- 10 octobre : Chiaki Kuriyama, actrice japonaise.
- 19 octobre : Jérémy Chatelain, chanteur français.
- 25 octobre : Katy Perry, chanteuse américaine.
- 26 octobre :
  - Adriano Correia, footballeur brésilien (FC Barcelone).
  - Sasha Cohen, patineuse artistique américaine.
  - Mohamed Mehdi Bensaid, homme politique marocain.

## Décès
- 9 octobre : Lew Christensen, danseur, chorégraphe et maître de ballet américain.
- 16 octobre : assassinat de Grégory Villemin, 4 ans, enfant de Lépanges-sur-Vologne retrouvé noyé dans la Vologne.
- 19 octobre : 
  - Henri Michaux, peintre et poète français d'origine belge.
  - Jerzy Popieluszko, 37 ans, homme d'église polonais (° 14 septembre 1947).
- 20 octobre : Paul Dirac, 82 ans, physicien britannique, à Tallahassee (Floride) (° 8 août 1902).
- 21 octobre : François Truffaut, cinéaste français.
- 25 octobre : Pascale Ogier, actrice française.
- 31 octobre : Indira Gandhi, premier ministre indienne.